# Weslley Silva Santos Rodrigues
Weslley Silva Santos Rodrigues (født 16. januar 1992) er en brasiliansk fodboldspiller.